# 古都の雨
『古都の雨』（ことのあめ）は、TBS系列「花王 愛の劇場」枠で1969年10月6日から11月14日まで放送された連続テレビ映画である。白黒作品。全30回。

## 概要
「愛の劇場」第5作。京都を舞台に古いしきたりと恋との相剋に悩む芸妓の運命を描くメロドラマ。本枠では唯一、大映京都撮影所で制作された。平均視聴率は6.7％（ビデオリサーチ調べ、関東地区・世帯・リアルタイム。以下略）で、裏番組のフジテレビ「ライオン奥様劇場」『兄嫁』（高千穂ひづる主演）の15.1％に後塵を拝した。一部の資料に朝日放送制作とあるのは誤り。 

## 物語
祇園で生まれ育った由芽は舞妓から芸妓になり、料亭の女将ふくの勧めで資産家の横山を旦那に迎えることになった。ある夜、座敷で気分が悪くなった由芽は通りかかった大学生英輔に助けられる。誠実な英輔に由芽は初対面であることも忘れ、旦那の話を打ち明けた。英輔は人間性を無視する花街のしきたりに憤り、因習から脱するように由芽を励まし、いつしか二人は人目を忍んで逢瀬を重ねる仲になっていった。しかし両親のいない由芽と妹の紀子を引き取り育ててくれたよねの置屋を経済的に支えている横山の話を断ることが出来ず、ついに由芽は横山に水揚げされてしまう。やがて由芽は男の子を産むが、子供の父親がどちらなのか悩み続けることになる。

## キャスト
- 由芽 …………… 中村玉緒
- 司英輔 ………… 石黒三郎
- 紀子 …………… 姿美千子
- 横山辰造 ……… 曾我廼家明蝶
- 横山その ……… 高橋芙美子
- 梅千代 ………… 岸本教子
- ふく　…………… 鮎川十糸子
- よね …………… 三田一枝
- 健一 …………… 加賀爪芳和（子役）
- 松島 …………… 西山辰夫
- はるみ ………… 小谷悦子
- 広田 …………… 石浜祐次郎
- 三奈子 ………… 池田幸路

## スタッフ
- 脚本：久田慧
- 監督：西山正輝、原田治夫
- 音楽：島豊
- プロデューサー：風間孝雄（大映テレビ室）、岩崎嘉一、金川勝利（TBS）
- 制作：大映テレビ室、TBS

## 主題歌
- 「古都の雨」
- 作詞：麻生たかし
- 作曲：山路進一
- 編曲：森岡賢一郎
- 歌：英亜里（CBSソニー）SONA-86027

## 参考資料
- 「テレビジョンドラマ」（放送映画出版）

## 前後番組
| TBS系列 花王 愛の劇場                      | TBS系列 花王 愛の劇場               | TBS系列 花王 愛の劇場                      |
| 前番組                                     | 番組名                              | 次番組                                     |
| ------------------------------------------ | ----------------------------------- | ------------------------------------------ |
| 若きいのちの日記 （1969.8.11 - 1969.10.3） | 古都の雨 （1969.10.6 - 1969.11.14） | 君は心の妻だから （1969.11.17 - 1970.1.2） |